# 尼羅長流
尼羅長流（日语：ペプチドナイル），是日本現役純種競賽馬匹。目前主要勝場有2024年二月錦標。

## 出賽前
2018年4月24日出生於北海道浦河町杵臼牧場，成長途中被馬主沼川一彥購入。
其後交由栗東訓練中心練馬師武英智訓練。

## 競賽生涯

### 3歲
2021年1月5日出戰中京競馬場3歲新馬戰，比賽初段在後方位置逐步推進，但未能於直路順利突圍下僅跑獲第八。
其後出戰3歲未勝利戰，本次比賽繼續採用居中的戰術，維持在約莫第十左右的位置，但仍然無法於直路加速上前，最終以第八落敗。
考慮以上賽事的表現，陣營決定安排其轉戰泥地並出戰5月的3歲未勝利戰。比賽開始後，迅速搶佔先頭位置，保持於第二的好位下在彎道開始發力透出。進入直路後，其輕鬆超越領放馬取得領先，後續繼續加速拋離對手下以8馬位的巨大優勢取得首勝。
休養6個月後在11月28日復出出戰3歲以上一捷馬戰，比賽途中維持在第四的先頭位置，於第三彎道處望空上前下在直路經已透出領先，最終亦能繼續保持優勢戰勝對手達成連勝。
年末出戰鳥取特別，比賽初段選擇在第三左右的位置展開推進，但通過彎道在對面直路時稍為後退減省體力消耗。進入直路後，其迅速嚮應騎師松田大作的用鞭展開衝刺，不斷迫近前方下最終在終點線前的一步壓贏Gold Higher，以鼻位優勢達成三連勝。

### 4歲
2022年首戰為鈴鹿錦標，本次比賽出閘順利下選擇領放，但在直路上稍為力弱下無法阻止後方賽駒的追擊，最終跑獲第三的戰績。
1個月後出戰橫濱錦標，本次比賽順利處於先頭第五的位置展開推進，同時在比賽途中一直維持穩定的步速。進入直路後，其雖然在中檔位置突圍並一度取得領先，但最終被外檔以凌厲姿態的衝刺的盈寶奇嶽超越，取得第二的名次。
其後前方放草，在復出戰白川鄉錦標因受到長期休養的影響反應平平，最終以第十落敗。
其後前往赤富士錦標，比賽初段以不俗的勢頭進佔第二的位置，沿途一直在遮擋位置前進下在第四彎道末段將領放馬Shonan Archie越過，最終在直路上繼續衝刺下成功取得勝利。
年末以公開賽老人星錦標作為收官之戰，然而在直路上未能維持順暢的走勢，最終被對手稍為追過下僅跑獲第六。

### 5歲
2023年以畢宿五錦標作為首戰，一直處於中團位置推進下嘗試在彎道處尋找位置上前，但在直路上的表現未能壓制其他對手，最終以第六落敗。
其後出戰傑出錦標，採用先頭戰術下於直路未能完全進入加速狀態，最終失速之下跑獲第七。
1個月後出戰表列賽大沼錦標，比賽初段和言之有理爭奪位置下成功進行領放，在對面直路稍為放慢速度墮後至第二的位置。進入直路後，其重生加速上前蠶食力弱的對手，繼續於內欄位置衝刺下亦能阻止輕而鬆的攻勢，以3馬位優勢取得勝利。
7月8日繼續進軍公開賽海岸錦標，比賽初段選擇以領放戰術展開賽事，於比賽途中維持較為穩定的步速，使其進入直路後仍有餘力繼續加速上前，最終拉開對手3 1/2馬位取得勝利。
8月出戰榆樹錦標，為其首次挑戰分級賽，雖然賽前取得第一人氣的支持，但最終在比賽途中大幅失速以第十三大敗。
短暫休養後在11月出戰京都錦標，雖然一直在最前方的位置展開推進，但仍然未能於直路維持優秀的加速力，被對手追過下以第四落敗。
重返公開賽在老人星錦標以第七落敗後，進軍年末的參宿四錦標。比賽開始後，其維持於第三的先頭位置，最比賽途中以一貫穩定的節奏推進。進入直路後，其瞬間從馬群之中衝出，最終成功發揮優秀的末腳速度取得勝利。

### 6歲
2024年以1月21日的東海錦標作為年度首戰，雖然在比賽途中一直處於先頭的有利位置，但最終未能保持走勢下以第六落敗。
2月按照計劃出戰二月錦標，賽前僅取得第十一人氣。比賽開始後，其逐步進佔位置下保持於先頭位置，面對前方快放的快勁主帥仍然選擇在內欄第四的位置推進，並於彎道處抽出外檔取位。進入直路後，其在中外檔位置展開推進，在先頭集團失速後退後隨即進佔領先位置，最終亦能阻止地神力的攻勢爆冷取得首個一級賽勝利。

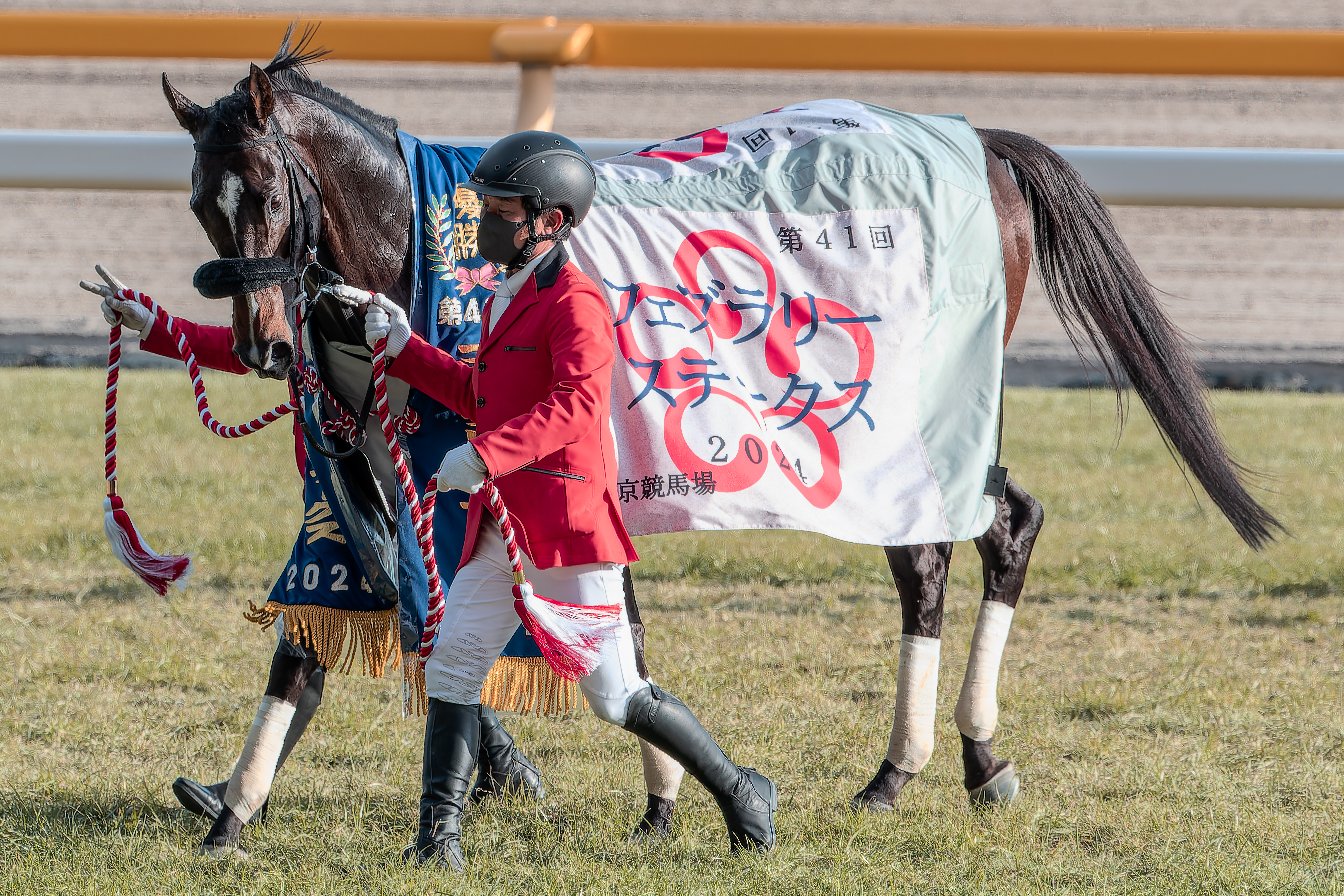
二月錦標頒獎儀式

前往滋賀縣大津市Champion Hills放草後，以5月的柏市紀念作為目標。比賽開始後，其選擇跟隨領放馬Shamal推進，自身保持於對手後方的遮擋位置，並在彎道接近直路處逐步發力。進入直路後，其嘗試繼續維持過彎時的走勢迫近對手，但始終無法超越Shamal下再被後方的Tagano Beauty超越，最終以第三落敗。
休養過後在10月復出出戰一哩冠軍南部盃，本次比賽繼續以先行戰術展開賽事，出閘後隨即緊盯領放馬清爽口味前進。進入直路後，其嚮應騎師藤岡佑介的指揮展開加速，但一直無法對對手造成有效的威脅，最終以3/4馬位差距落敗。
12月上旬出戰日本冠軍盃，本次比賽在出閘後隨即展開對位置的搶奪，成功維持在第三左右的位置。進入直路後，其選擇在中檔位置展開加速直迫前方，但無法追上領放馬清爽口味外，亦被內欄的盡得真傳及外檔的盈寶威神及Hagino Alegrias超越，最終取得第五的戰績。

### 7歲
2025年年初直接以二月錦標作為首戰，本次比賽其並未有採用先前常用的前置戰術，反而保持在約莫第七的位置逐步追走。進入直路後，其於中檔位置展現出不俗的衝刺力突圍上前，但最終仍然無法戰勝葡北佳景、旭日和國及Mikki Fight，以第四的戰績完賽。
其後遠征阿聯酋出戰高多芬一哩賽，選擇前置戰術下受到步速影響，在直路上未能堅守位置逐步墮退，最終以第十一大敗。

### 詳細賽績
| 日期       | 舉辦國家 | 馬場 | 距離   | 級別 | 賽事名稱        | 負重 | 騎師     | 馬號 | 出馬 | 名次 | 時間    | 頭馬（二馬）      |
| ---------- | -------- | ---- | ------ | ---- | --------------- | ---- | -------- | ---- | ---- | ---- | ------- | ----------------- |
| 5/1/2021   | 日本     | 中京 | 草2000 |      | 3歲新馬         | 55   | 富田曉   | 7    | 16   | 8    | 2:05.1  | Air Sage          |
| 17/4/2021  | 日本     | 阪神 | 草2200 |      | 3歲未勝利       | 55   | 富田曉   | 18   | 18   | 9    | 2:17.3  | Hagino Pilina     |
| 8/5/2021   | 日本     | 中京 | 泥1900 |      | 3歲未勝利       | 56   | 岩田望來 | 4    | 13   | 1    | 1:59.5  | （Grand Meteore） |
| 28/11/2021 | 日本     | 阪神 | 泥1800 |      | 3歲以上一捷馬戰 | 55   | 岩田望來 | 13   | 15   | 1    | 1:53.2  | （Suleyman）      |
| 26/12/2021 | 日本     | 阪神 | 泥1800 |      | 鳥取特別        | 56   | 松田大作 | 3    | 13   | 1    | 1:54.3  | （Gold Higher）   |
| 27/3/2022  | 日本     | 中京 | 泥1900 |      | 鈴鹿錦標        | 55   | 武豐     | 6    | 16   | 3    | 1:58.0  | Perseus City      |
| 30/4/2022  | 日本     | 東京 | 泥2100 |      | 横濱錦標        | 57   | 武豐     | 9    | 14   | 2    | 2:08.8  | 盈寶奇嶽          |
| 2/10/2022  | 日本     | 中京 | 泥1900 |      | 白川鄉錦標      | 57   | 松田大作 | 2    | 15   | 10   | 2:01.2  | Vehement          |
| 22/10/2022 | 日本     | 東京 | 泥2100 |      | 赤富士錦標      | 57   | 李慕華   | 6    | 11   | 1    | 2:11.0  | （Shonan Archie） |
| 27/11/2022 | 日本     | 阪神 | 泥2000 | OP   | 老人星錦標      | 55   | 富田曉   | 16   | 16   | 6    | 2:04.9  | 盈寶奇嶽          |
| 4/2/2023   | 日本     | 中京 | 泥2100 | OP   | 畢宿五錦標      | 57   | 岩田望來 | 16   | 16   | 4    | 2:00.0  | Meisho Funjin     |
| 30/4/2023  | 日本     | 東京 | 泥2100 | L    | 傑出錦標        | 57   | 松岡正海 | 4    | 16   | 7    | 2:11.0  | Diktaean          |
| 26/5/2023  | 日本     | 函館 | 泥1700 | L    | 大沼錦標        | 57   | 富田曉   | 10   | 13   | 1    | 1:43.1  | （輕而鬆）        |
| 8/7/2023   | 日本     | 函館 | 泥1700 | OP   | 海岸錦標        | 57.5 | 藤岡佑介 | 10   | 14   | 1    | 1:43.0  | （Le Corsaire）   |
| 6/8/2023   | 日本     | 札幌 | 泥1700 | GIII | 榆樹錦標        | 57   | 富田曉   | 3    | 14   | 13   | 1:45.0  | 輕而鬆            |
| 5/11/2023  | 日本     | 京都 | 泥1800 | GIII | 京都錦標        | 57   | 富田曉   | 12   | 16   | 4    | 1:51.5  | Seraphic Call     |
| 26/11/2023 | 日本     | 京都 | 泥1900 | OP   | 老人星錦標      | 58   | 富田曉   | 14   | 16   | 7    | 1:58.1  | Welcome News      |
| 28/12/2023 | 日本     | 阪神 | 泥1800 | L    | 參宿四錦標      | 59   | 藤岡佑介 | 15   | 15   | 1    | 1:52.1  | （Hapi）          |
| 21/1/2024  | 日本     | 中京 | 泥1800 | GII  | 東海錦標        | 57   | 藤岡佑介 | 6    | 16   | 6    | 1.49.7  | William Barows    |
| 18/2/2024  | 日本     | 東京 | 泥1600 | GI   | 二月錦標        | 58   | 藤岡佑介 | 9    | 16   | 1    | 1:35.7  | （地神力）        |
| 1/5/2024   | 日本     | 船橋 | 泥1600 | JpnI | 柏市紀念        | 57   | 藤岡佑介 | 10   | 13   | 3    | 1:39.7  | Shamal            |
| 14/10/2024 | 日本     | 盛岡 | 泥1600 | JpnI | 一哩冠軍南部盃  | 57   | 藤岡佑介 | 14   | 15   | 2    | 1:36.0  | 清爽口味          |
| 1/12/2024  | 日本     | 中京 | 泥1800 | GI   | 日本冠軍盃      | 58   | 藤岡佑介 | 4    | 16   | 5    | 1:50.5  | 清爽口味          |
| 23/2/2025  | 日本     | 東京 | 泥1600 | GI   | 二月錦標        | 58   | 藤岡佑介 | 11   | 16   | 4    | 1:35.9  | 葡北佳景          |
| 5/4/2025   | 阿联酋   | 美丹 | 泥1600 | G2   | 高多芬一哩賽    | 57   | 藤岡佑介 | 11   | 14   | 11   | 1:41.58 | 洪流暴發          |

## 血統簡介
父系夏威夷王爲日本賽駒，生涯戰績極爲優秀，僅得一戰未能獲勝，曾勝出一級賽NHK一哩賽及東京優駿（日本打吡），爲日本史上首匹贏得變則二冠的賽駒。祖父金滿寶爲美國生產的法國賽駒，曾三勝一級賽，亦爲近代著名種馬之一。
母系Queen Olive為日本賽駒，生涯僅勝出條件戰級別賽事。外祖父曼城茶座爲日本賽駒，生涯於長距離賽事有良好表現，包括勝出菊花賞、有馬紀念及春季天皇賞等長距離賽事。

### 血統表
| 父線：金滿寶系（淘金者系）                                       |                             |               |                |
| 種馬 夏威夷王 2001年（棗色）                                     | 金滿寶 1990年（棗色）       | 淘金者        | Raise a Native |
| 種馬 夏威夷王 2001年（棗色）                                     | 金滿寶 1990年（棗色）       | 淘金者        | Gold Digger    |
| 種馬 夏威夷王 2001年（棗色）                                     | 金滿寶 1990年（棗色）       | Miesque       | 雷利耶夫       |
| 種馬 夏威夷王 2001年（棗色）                                     | 金滿寶 1990年（棗色）       | Miesque       | Pasadoble      |
| 種馬 夏威夷王 2001年（棗色）                                     | Manfath 1991年（深棗色）    | 最後大官      | Try My Best    |
| 種馬 夏威夷王 2001年（棗色）                                     | Manfath 1991年（深棗色）    | 最後大官      | Mill Princess  |
| 種馬 夏威夷王 2001年（棗色）                                     | Manfath 1991年（深棗色）    | Pilot Bird    | Blakeney       |
| 種馬 夏威夷王 2001年（棗色）                                     | Manfath 1991年（深棗色）    | Pilot Bird    | The Dancer     |
| 繁殖雌馬 Queen Olive 2008年（棕色）                              | 曼城茶座 1998年（棕色）     | 週日寧靜      | Halo           |
| 繁殖雌馬 Queen Olive 2008年（棕色）                              | 曼城茶座 1998年（棕色）     | 週日寧靜      | Wishing Well   |
| 繁殖雌馬 Queen Olive 2008年（棕色）                              | 曼城茶座 1998年（棕色）     | Subtle Change | Law Society    |
| 繁殖雌馬 Queen Olive 2008年（棕色）                              | 曼城茶座 1998年（棕色）     | Subtle Change | Santa Luciana  |
| 繁殖雌馬 Queen Olive 2008年（棕色）                              | Olive Branch 2002年（棗色） | Machiavellian | 淘金者         |
| 繁殖雌馬 Queen Olive 2008年（棕色）                              | Olive Branch 2002年（棗色） | Machiavellian | Coup de Folie  |
| 繁殖雌馬 Queen Olive 2008年（棕色）                              | Olive Branch 2002年（棗色） | Sopranino     | Theatrical     |
| 繁殖雌馬 Queen Olive 2008年（棕色）                              | Olive Branch 2002年（棗色） | Sopranino     | My Darling One |
| 雌系：Marshua系（號族：16）                                      |                             |               |                |
| 五代內近親交配：淘金者 3×4、雷利耶夫 4×5、Halo 4×5、北地舞人 5×5 |                             |               |                |

## 命名由來
名字中，Peptide（ペプチド）為馬主沼川一彥的冠名，出自其經營的健康食品公司Peptide Prima Co. Ltd.之名字，Nile（ナイル）就是位於非洲東北部、世界最長的的河流尼羅河，香港忽略冠名，翻譯為「尼羅長流」。

## 外部連結
- 尼羅長流 netkeiba.com （页面存档备份，存于）
- 血統表 （页面存档备份，存于）